# Cahuilla

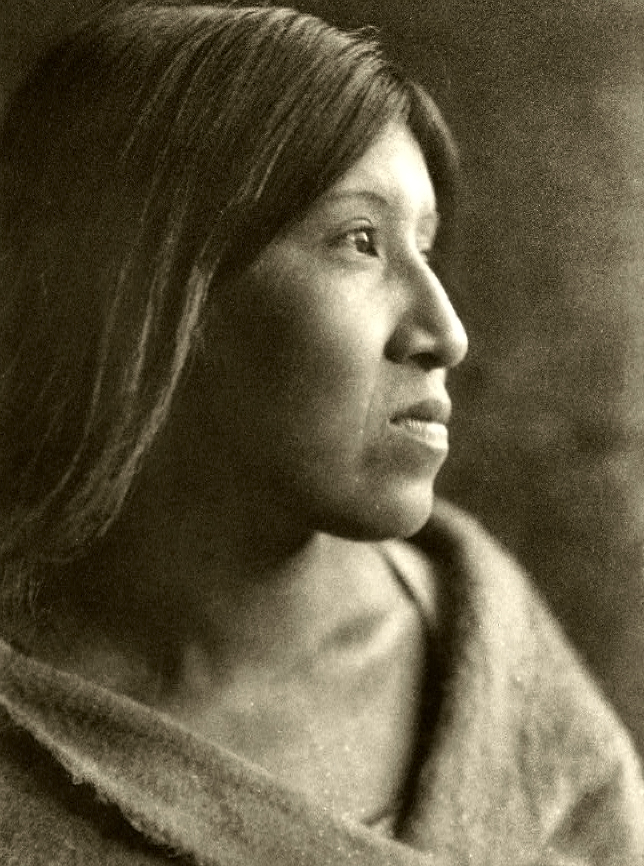
Junge Cahuilla-Frau, 1926

Die Cahuilla sind nordamerikanische Indianer im Süden Kaliforniens. Ihr Wohngebiet lag südlich der San Bernardino und San Jacinto Mountains in einem Binnenlandbecken, das aus Wüstenebenen und zerklüfteten Canyons besteht. Eicheln und Mesquiten, die Hauptnahrungsgrundlage vieler kalifornischer Indianer, fanden sie hier nur in gut bewässerten Gegenden in ausreichenden Mengen. Zudem wurde Kleinwild gejagt und in geringem Umfang Feldbau betrieben. Ihre Sprache Ivilyuat gehört zur uto-aztekischen Sprachfamilie und ist heute nahezu ausgestorben.
2010 bezeichneten sich 4.238 Menschen als Cahuilla.

## Traditionelle Kultur und Religion

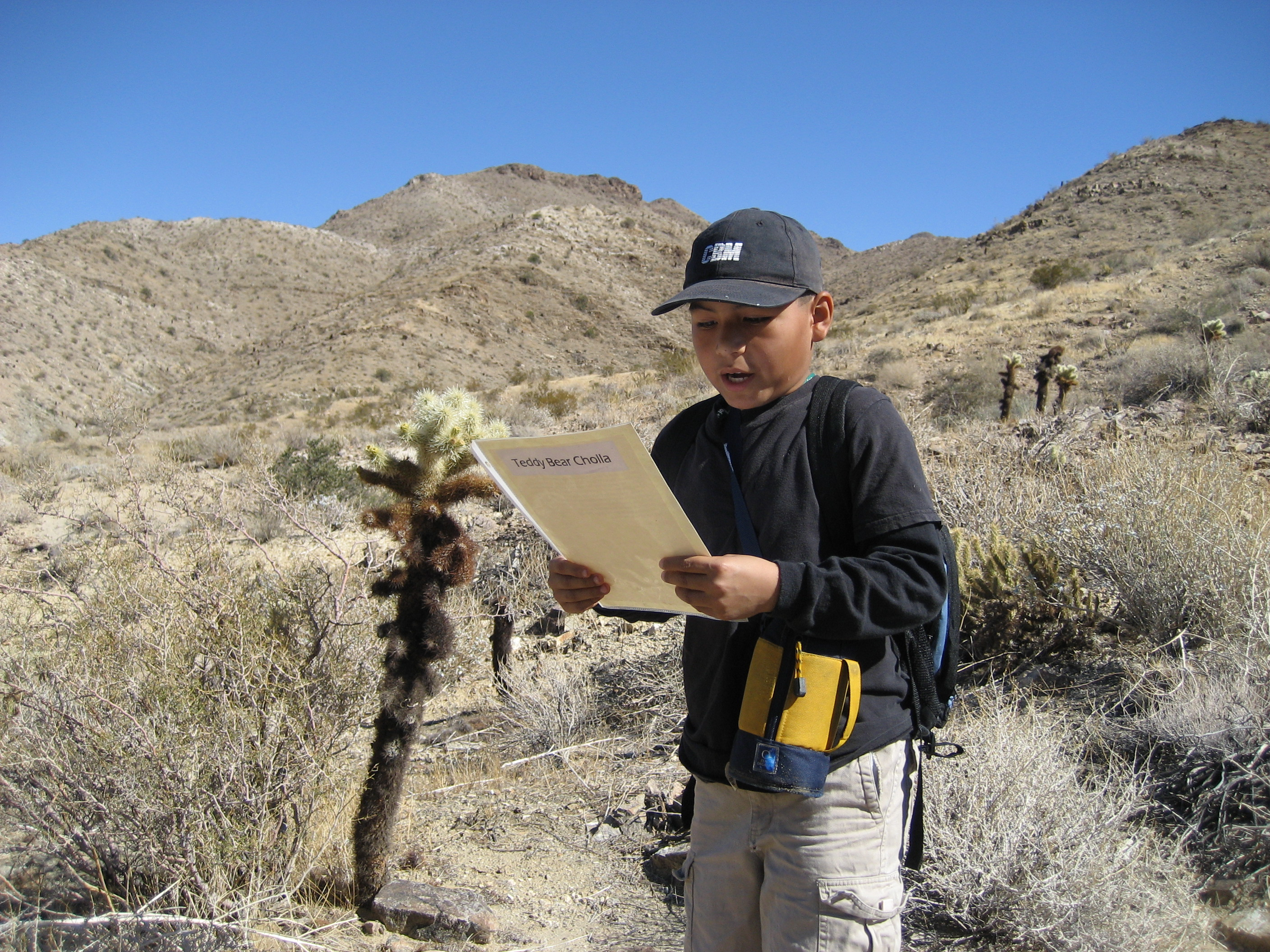
Die Agua Caliente Band der Cahuilla managt die Indian Canyons im Santa Rosa and San Jacinto Mountains National Monument und bietet u. a. Führungen an.

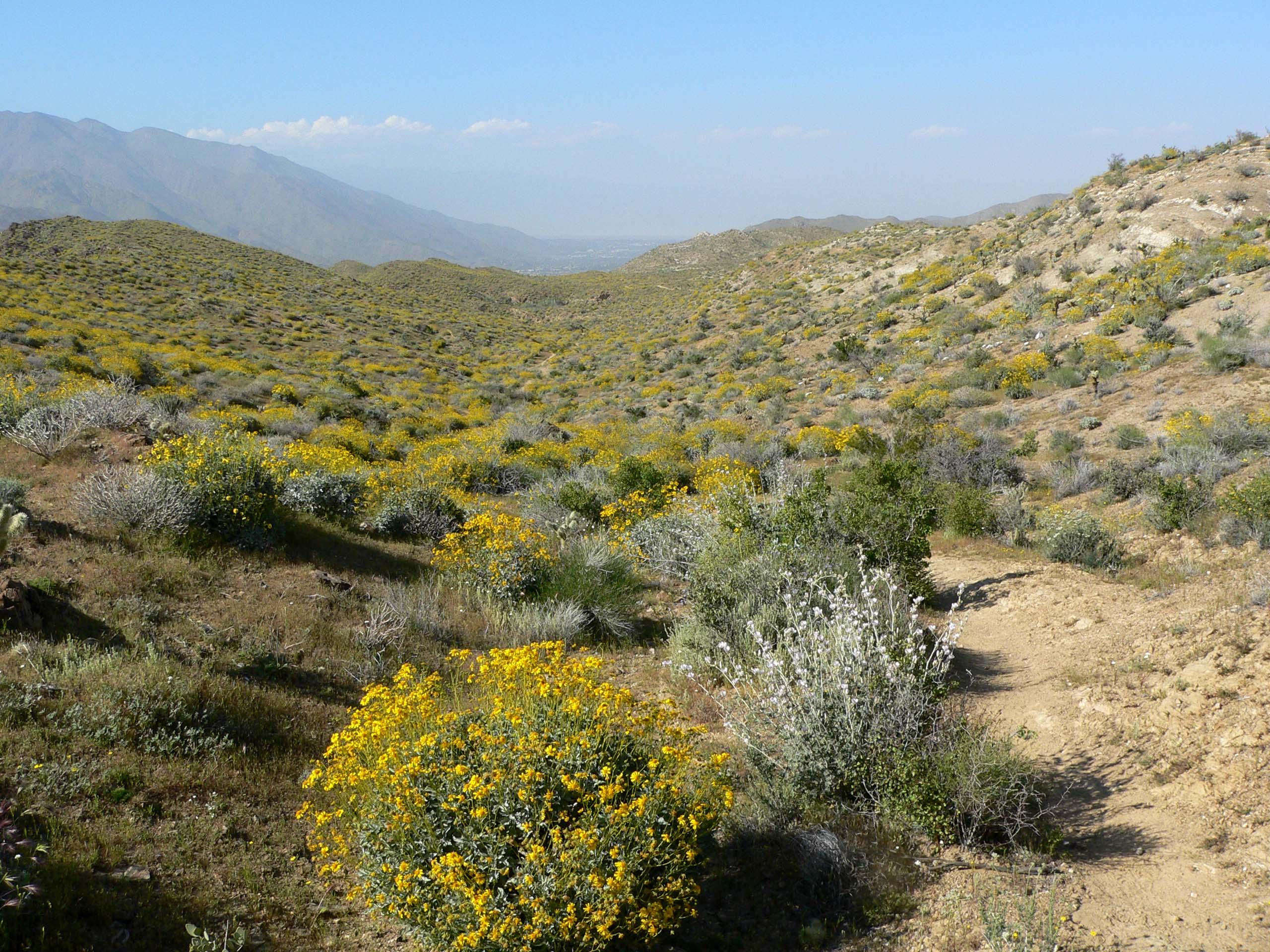
Palm Canyon im Cahuilla Indianer-Reservat

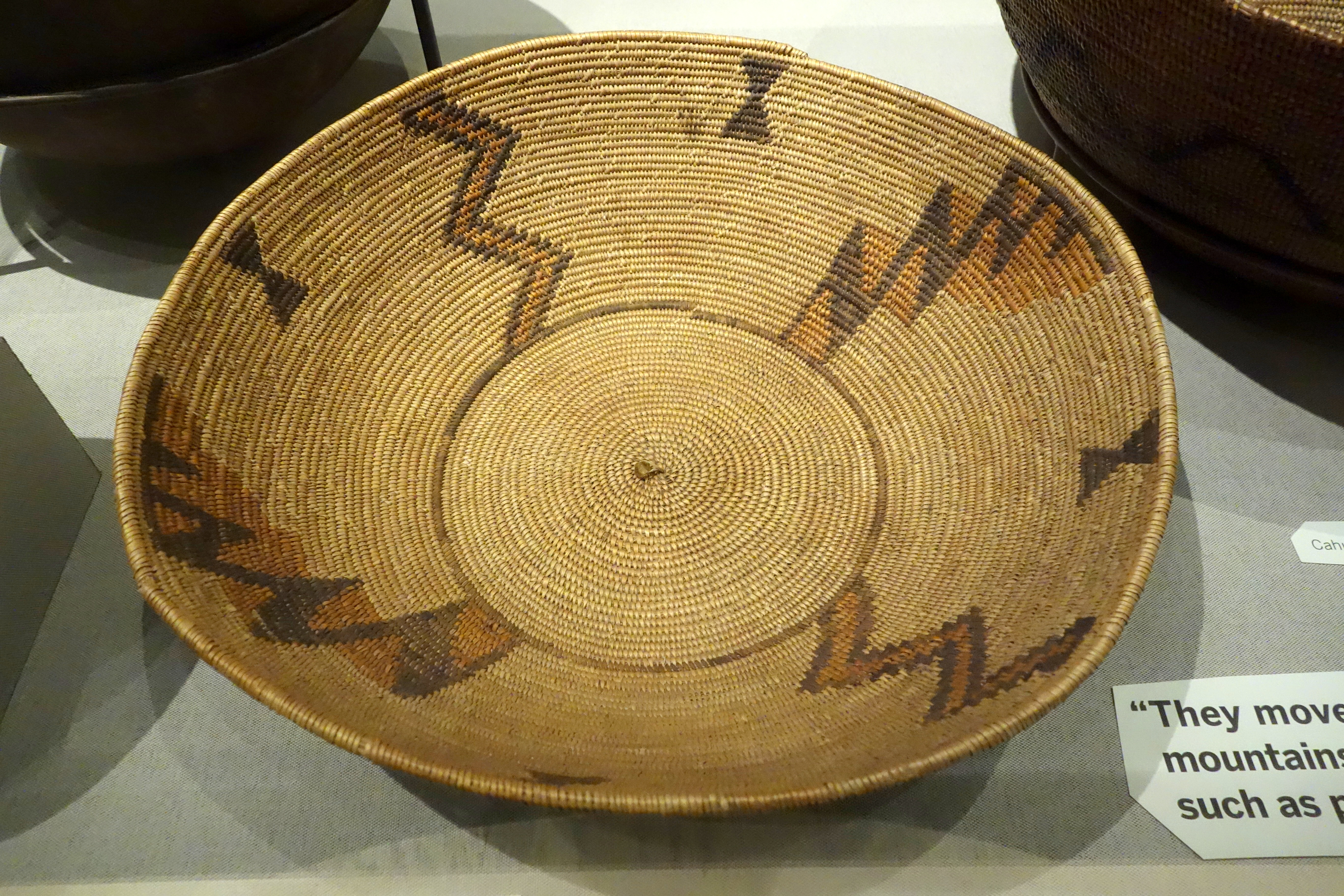
Typischer geflochtener Beerenkorb

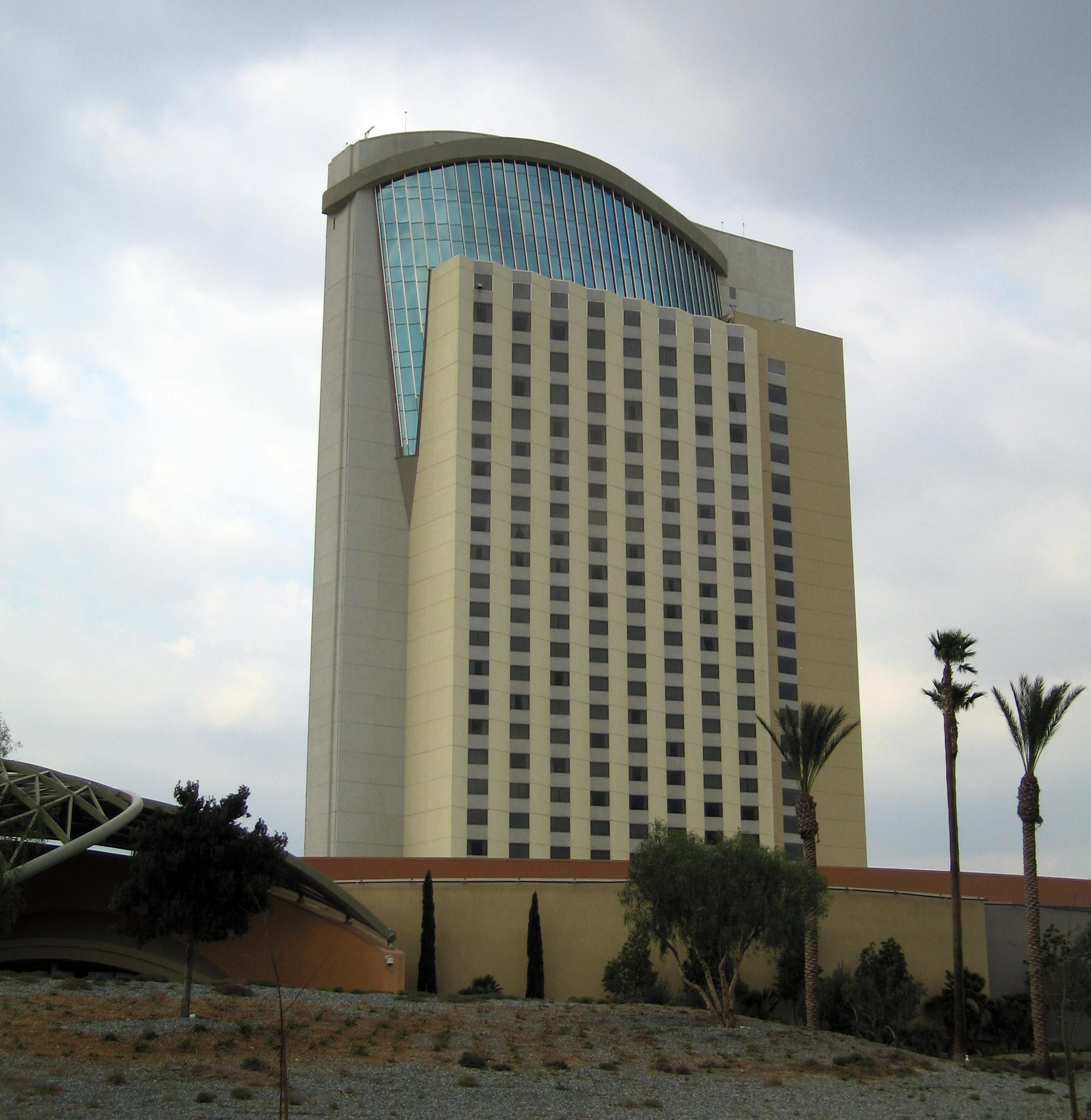
Morongo Casino, eines der größten Casinos amerikanischer Ureinwohner in den Vereinigten Staaten

Die Cahuilla wohnten in rund 50 Dörfern mit rechteckigen, schilfgedeckten Hütten, in kuppelförmigen Sonnenschutzhütten ohne Wände und später in Adobe-Lehmziegelhäusern. Sie waren geschickte Korbmacher und Töpfer. Die Dörfer, die hundert bis mehrere Tausend Einwohner haben konnten, erstreckten sich über zwei bis drei Kilometer – zumeist in wasserführenden Canyons.

### Kultur
Ihre soziale Organisation war patrilinear und anscheinend in zwei Hälften, Moietys, aufgeteilt, die für Abstammung und Eheschließungen maßgeblich waren. Es gab zusätzlich zahlreiche Gruppen und Klans, denen bestimmte Wohngebiete zugeordnet waren. Jeder Clan hatte einen Häuptling (Nét), der religiöse und politische Aufgaben wahrnahm und dessen Amt gewöhnlich erblich war. Ebenfalls erblich war das Amt des Ritual-Priesters (Paxa). Weitere wichtige Funktionen hatte der mächtige Geisterbeschwörer (Púul, zumeist Männer, denen nachgesagt wurde, sie beherrschten die übernatürliche Lebenskraft, das Wetter und könnten böse Geister abwehren), der Sänger (Háwaynik) und der Wünschelrutengänger (Tet♧ayawiš).

### Religion
Die traditionelle Religion war animistisch, wenngleich nicht alle Naturerscheinungen als beseelt galten, sondern nur jene, die von der übernatürlichen Lebenskraft ´iva´a ausgewählt wurden. Aus dieser Kraft entstanden die männlichen Zwillingsgötter Mukat und Temayawet, die die Welt erschufen. ´iva´a besteht nach wie vor und bedingt den Erhalt der Welt, auch wenn die Kraft langsam abnimmt. ´iva´a ist neutral, seine Anwendung jedoch kann Gutes oder Böses hervorbringen. Geister haben von Natur aus mehr ´iva´a als Menschen, letztere können es jedoch durch rituelle Leistungen oder erhaltene Geschenke vermehren. Muut war die Personifikation des Todes. Die Cahuilla hatten eine große Anzahl von religiösen Ritualen mit Tänzen und Gesängen, die in einem Ritualgebäude durchgeführt wurden.

## Geschichte und heutige Situation
Der erste europäische Entdecker, der von den Cahuilla berichtete, war Juan Bautista de Anza, der 1774 eine Handelsroute zwischen Sonora und Monterey suchte. Zu dieser Zeit nimmt man eine Population von etwa 2.500 Menschen an. Die Christianisierung begann mit der spanischen Mission 1816. Während dieser Zeit arbeiteten bereits einige Cahuilla auf spanischen Ranches und die spanisch-amerikanische Kultur beeinflusste sie nachhaltig. Die dramatischste Episode in der Geschichte war die Pockenepidemie von 1863, der viele der führenden Cahuilla-Persönlichkeiten zum Opfer fielen. Danach verließen viele Überlebende ihre angestammten Dörfer und zogen in einige wenige Dörfer um, deren Bevölkerungsdichte stetig zunahm. Bis 1870 schrumpfte der Landbesitz des Volkes durch Enteignungen für Baumaßnahmen der  SP-Eisenbahngesellschaft.
Nach der Einrichtung von Reservaten nach 1877 durch die Behörden der USA erhielten auch die Cahuilla sieben Reservate zugewiesen. Obwohl sie dort zu Anfang ihr selbstversorgtes Leben fortführen konnten, nahm die Abhängigkeit von der US-amerikanischen Gesellschaft stetig zu. Dramatische Folgen hatte der Dawes Act von 1887, der die Parzellierung des Landes erlaubte und damit die Grundlage der Agrarwirtschaft untergrub. Hinzu kam die Unterdrückung von Kultur und Religion durch protestantische Missionare (obwohl der Katholizismus deutlich vorherrscht). 1910 war die Anzahl der Cahuilla auf 800 Personen gesunken. Infolge zunehmender Armut nach dem Zweiten Weltkrieg verkauften sie große Teile des Reservatslandes und errichteten stattdessen in Erholungsgebieten wie Palm Springs touristische Attraktionen. Einige Cahuilla haben es in gut bewässerten landwirtschaftlich genutzten Gegenden, wie bei Salton Sea, zu Wohlstand gebracht. Viele arbeiten nach wie vor auf Ranches und Farmen, verpachten Land (etwa für Werbetafeln) oder unterhalten Casinos. Das verbliebene Reservat ist fern von Märkten, Wasser und Arbeitsplätzen, so dass die Arbeitslosigkeit 1995 dort bei 78 Prozent lag.
Trotz der erheblichen Assimilierung, die um 1860 einsetzte und des Landverlustes, der die traditionelle Sammelwirtschaft unmöglich gemacht hat, konnte sich eine lebendige Folklore (überlieferte Muster mit christlichen und modernen Elementen), viele soziokulturelle Traditionen – wie die Begräbnisrituale, Verwandtschaftsverhältnisse und die soziale Gegenseitigkeit – sowie das Handwerk der Korbflechterei halten. Das Interesse am kulturellen Erbe ist groß. Junge Cahuilla lernen wieder ihre Muttersprache, alte Lieder und den Respekt vor ´iva´a und den Geistern. Obwohl das letzte Zeremonialhaus in den frühen 1970er Jahren geschlossen wurden, bekennen sich auch heute noch einige Cahuilla ausschließlich zum überlieferten Glauben. Nach den laufenden Erhebungen des evangelikal-fundamentalistisch ausgerichteten Bekehrungsnetzwerkes Joshua Project sind das noch 20 Prozent. Zweimal jährlich wird ein panindianisches Powwow abgehalten.

## Federally recognized Tribes der Cahuilla
Die Cahuilla wurden in der historischen Fachliteratur durch Anthropologen in drei geographische Dialektgruppen unterschieden (sie selbst jedoch machten diesen Unterschied nicht), die sich auf Grund der örtlichen Gegebenheiten auch kulturell unterschieden: "Mountain (Berg)", "Desert (Wüste)" und "(San Gorgonio) Pass / Western (Westliche)" Cahuilla.
Heute gibt es im Süden Kaliforniens neun Indianerreservate die Heimat anerkannter Cahuilla-Stämme bzw. Stämme mit überwiegend Cahuilla-Bevölkerung sind; diese Stämme werden im allgemeinen Sprachgebrauch als bands bezeichnet. Die Reservate befinden sich in den heutigen Imperial, Riverside und San Diego Counties.

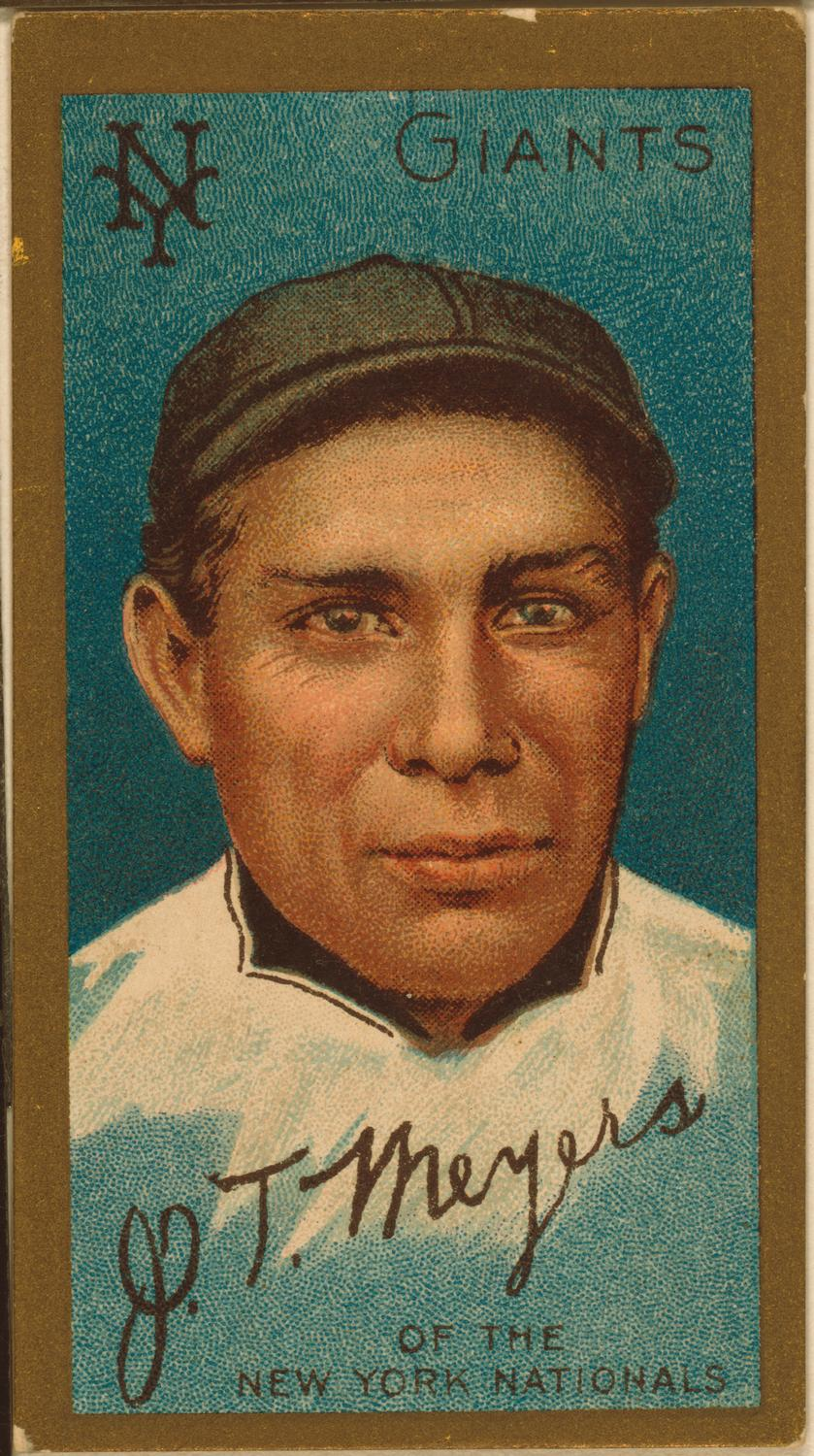
John Tortes "Chief" Meyers was a catcher in Major League Baseball

Die Cahuilla bands (manchmal auch "villages" genannt):
"Pass" Cahuilla oder "Western" Cahuilla (entlang des San Gorgonio Pass, mit Zentren rund um Palms Springs und Palm Desert im Coachella Valley, nordwärts bis zu den Desert Hot Springs)
- Agua Caliente Band of Cahuilla Indians of the Agua Caliente Indian Reservation (Verwaltungssitz: Palm Springs, in Cahuilla: Se-Khi/Sec-he – ″kochendes Wasser″, daher nannten die Spanier den Ort (und die heißen Quellen) Agua Caliente – ″heißes Wasser″, mehrere Cahuilla Clans)
- Morongo Band of Cahuilla Mission Indians of the Morongo Reservation[8] (Verwaltungssitz: Banning, mehrere Cahuilla Clans und Serrano, zudem gehören dem Stamm auch Angehörige der Cupeño, Luiseño und Chemehuevi an)
- Mission Creek Band (Verwaltungssitz: Desert Hot Springs, mehrere Cahuilla Clans und der namensgebende gemischte Cahuilla-Serrano Clan Marongam (in Serrano: Morongo)[9] sowie Serrano und einige Cupeño)[10]

"Mountain" Cahuilla (Santa Rosa und San Jacinto Mountains)
- Cahuilla Band of Mission Indians of the Cahuilla Reservation (Verwaltungssitz: Anza)
- Ramona Band of Cahuilla Mission Indians (Verwaltungssitz: Anza)
- Los Coyotes Band of Cahuilla and Cupeno Indians of the Los Coyotes Reservation (Verwaltungssitz: Warner Springs, mehrere Cahuilla Clans sowie Cupeño)
- Santa Rosa Band of Cahuilla Indians (Verwaltungssitz: Hemet, mehrere Cahuilla Clans)

"Desert" Cahuilla (Wüstengebiete nördlich des Lake Cahuilla (seit dem 17. Jhd. trocken) und des Saltonsee)
- Augustine Band of Cahuilla Indians (Verwaltungssitz: Coachella)
- Cabazon Band of Mission Indians (Verwaltungssitz: Indio), mehrere Cahuilla Clans, benannt nach Häuptling Cabazon, dem Clanführer (Nét) des Kauwicpameauitcem (″Caught By the Rock People″) Clans[11][12]
- Torres-Martinez Desert Cahuilla Indians (Eigenbezeichnung: ″Mau-Wal-Mah Su-Kutt Menyil″ - ″Deer Moon Among the Palms″, Verwaltungssitz: Thermal, mehrere Cahuilla Clans[13])[14][15]